# アジアハイウェイ31号線
アジアハイウェイ31号線（アジアハイウェイ31ごうせん）は、アジアハイウェイ網の路線の一つ。アジアハイウェイ東アジア・北東アジア小地域（サブリージョン）の路線の一つ。総延長は1,595kmである。
シベリア鉄道およびアジアハイウェイ30号線通過地のロシア連邦のベロゴルスクを起点とし南西に向かい延びる。ロシア連邦のブラゴヴェシチェンスクと中華人民共和国の黒河市の間を流れるアムール川が中露国境となっている。国境の川には橋が架かっておらず、渡河は原則フェリーを用いる。冬の一時期だけ川が氷結し自動車による通境が可能となる。
中国領へ渡ると路線は南西に向かい延び、黒竜江省の省都ハルビン、吉林省の省都長春、遼寧省の省都瀋陽を通過し、遼東半島尖端にある終点の港湾都市大連に至る。途中のハルビンでアジアハイウェイ6号線と、長春でアジアハイウェイ32号線と、瀋陽でアジアハイウェイ1号線と交差する。
ブラゴヴェシチェンスク=黒河国境検問所の約5㎞下流のカニクルガン=長発屯の間に国境をまたぐ道路橋が建設中である。

## ルート

### ロシア
区間延長124km
- ロシア連邦道路R297支線 : ベロゴルスク（アジアハイウェイ30号線と接続） - ブラゴヴェシチェンスク - ブラゴヴェシチェンスク国境検問所 - （フェリー渡河）

### 中華人民共和国
区間延長1,471km
- 吉黒高速道路（中国語版） : （フェリー渡河） - 黒河国境検問所 - 黒河 - 北安
- 省道S202号線 : 北安 - 綏化
- 鶴哈高速道路（中国語版） : 綏化 - ハルビン （アジアハイウェイ6号線と交差）
- 綏満高速道路 : ハルビンの都市外殻
- 京哈高速道路 : ハルビン - 長春（アジアハイウェイ32号線と交差） - 瀋陽（アジアハイウェイ1号線と交差）
- 瀋海高速道路 : 瀋陽 - 大連

## 参考資料
- Asian Highway （英語） - 国際連合アジア太平洋経済社会委員会による解説
- Asian Highway Route Map (PDF)  （英語） - 国際連合アジア太平洋経済社会委員会によるルート図
- Asian Highway Handbook (PDF)  （英語） - 国際連合アジア太平洋経済社会委員会
- アジアハイウェイ・プロジェクトの概要 - 国土交通省総合政策局
- アジアハイウェイとは - 国土交通省総合政策局